# Giuseppe Pennella
Giuseppe Pennella (Rionero in Vulture, 8. kolovoza 1864. – Firenza, 15. rujna 1925.) je bio talijanski general i vojni zapovjednik. Tijekom Prvog svjetskog rata zapovijedao je 35. divizijom, XI. i XII. korpusom, te 2. i 8. armijom na Solunskom i Talijanskom bojištu.

## Obitelj
Giuseppe Pennella je rođen 8. kolovoza 1864. u Rionero in Vulturi. Sin je Antonia i Maddalene Pennella rođ Plastino. Brak je sklopio s Elisom Pennella s kojom je imao dvije kćeri, Mariu i Antonietu.

## Vojna karijera
Vojno školovanje započinje u dobi od 13 godina kada je upućen u na školovanje u Vojnu školu Nunziatella u Napulju. Od 1882. školuje se u Vojnoj akademiji u Modeni, nakon čega je u rujnu 1886. promaknut u čin poručnika. Nakon što je privremeno služio u Glavnom stožeru, u listopadu 1896. s činom satnika zapovijeda satnijom u 11. pješačkoj pukovniji. U tom razdoblju počinje se baviti i pisanjem u vojnim časopisima, te objavljuje dvije knjige s vojnom tematikom. U lipnju 1906. unaprijeđen je u čin bojnika, te raspoređen na službu u 1. grenadirsku pukovniju. Dvije godine poslije, u lipnju 1908., premješten je na službu u stožer divizije Bari gdje služi do srpnja 1910. kada je premješten na službu u Glavni stožer. U srpnju 1911. promaknut je u čin pukovnika. Pred ulazak Italije u Prvi svjetski rat na strani Antante, u travnju 1915., postaje šefom ureda za zapadnu talijansku granicu Glavnog stožera.

## Prvi svjetski rat
Nakon ulaska Italije u rat, imenovan je šefom ureda načelnika Glavnog stožera Luigija Cadorne. U studenom 1915. postaje zapovjednikom Brigade Grenadiri Sardinije koja je držala položaje kod Gorice. Zapovijedajući navedenom brigadom ističe se u borbama kod kote 188, obrani Monte Cengija, te u lipnju 1916. zaustavljanju Tirolske ofenzive. U ožujku 1916. unaprijeđen je u čin general bojnika. Potom sudjeluje u Šestoj i Sedmoj bitci na Soči. Tijekom borbi na Soči teško je ranjen zbog čega je izgubio vid na desnom oku. U prosincu 1916. napušta mjesto zapovjednika Brigade Grenadiri Sardinije, te preuzima mjesto načelnika stožera 4. armije s kojom sudjeluje u obrani Cadore.
Krajem travnja 1917. imenovan je zapovjednikom 35. divizije koja se nalazila na Solunskom bojištu zamijenivši na tom mjestu Carla Petitti di Roreta. Istodobno je zapovijedao i Talijanskim ekspedicijskim snagama u Makedoniji (Corpo di Spedizione della Macedonia). Navedenu dužnost je obnašao međutim, jako kratko, do lipnja 1917. kada je došao u sukob s francuskim generalom Sarrailom, te kada je na njegov zahtjev smijenjen. Nakon povratka u Italiju, u kolovozu 1917., promaknut je u čin general poručnika, nakon čega je u listopadu imenovan zapovjednikom XI. korpusa. 

U ožujku 1918. preuzima zapovjedništvo nad 2. armijom, da bi u lipnju bio imenovan zapovjednikom novoformirane 8. armije koja je većim dijelom i nastala od jedinica raspuštene 2. armije. Zapovijedajući 8. armijom sudjeluje u Bitci na Piavi, ali je pred kraj iste smijenjen, te zamijenjen Enricom Cavigliom. Preuzima zapovjedništvo nad XII. korpusom s kojim sudjeluje u Bitci kod Vittoria Veneta u kojoj prodire preko visoravni Sette Comuni, te oslobađa regiju Persine Valsuganu.

## Poslije rata
Nakon završetka rata Pennella zapovijeda XII. korpusom do kolovoza 1919. kada postaje zapovjednikom vojne zone Trst. Te iste godine u listopadu imenovan je zapovjednikom korpusa sa sjedištem u Firenzi. Pennella je  1919. bio imenovan zapovjednikom talijanskih snaga od 85.000 vojnika koje su trebale intervenirati u Gruziji kako bi očuvale neovisnost novih kavkaskih država od pretenzija sovjetske Rusije. Navedene snage međutim, nikada nisu formacijski ustrojene, te upućene na Kavkaz. Korpusom u Firenzi zapovijedao je do studenog 1920. kada je stavljen na raspolaganje, te premješten u pričuvu. Povukao se u svoju vilu u Fiesoleu kraj Firenze gdje je živio mirno i povučeno. U Firenzi je i preminuo 15. rujna 1925. godine u 62. godini života.

## Vanjske poveznice
(tal.) Giuseppe Pennella na stranici Treccani.it

(tal.) Giuseppe Pennella na stranici Notiziedalfronte.it

(tal.) Giuseppe Pennella na stranici Siderurgikatv.com

(tal.) Giuseppe Pennella na stranici Frontemacedone.com

(rus.) Giuseppe Pennella na stranici Hrono.ru<